# Saleh Kebzabo
Saleh Kebzabo (en arabe : صالح كبزابو) né à Léré dans le sud ouest du Tchad le 27 mars 1947 est un journaliste et homme d'État tchadien. Président de l'Union nationale pour la démocratie et le renouveau (UNDR), député à l'Assemblée nationale du Tchad et opposant au régime d'Idriss Déby, il est Premier ministre de Mahamat Idriss Déby, fils de ce dernier, du 13 octobre 2022 au 1er janvier 2024. Saleh Kebzabo est médiateur de la République depuis février 2024.

## Études et profession
Il poursuit ses études primaires et secondaires au Cameroun et en 1966 intègre le centre de formation des journalistes à Paris. Il étudie ensuite de 1972 à 1974 à l'Institut français de presse à l'université Paris 2.
Kebzabo est journaliste, rédacteur en chef et directeur à l'Agence tchadienne de presse de 1968 à 1972. Entre 1972 et 1976, il est pigiste puis rédacteur à Jeune Afrique. De 1975 à 1976, il est correspondant régional de Jeune Afrique à Dakar et est ensuite membre fondateur de Demain L’Afrique à Paris en 1977. En 1980, il est directeur de publication de Demain l’Afrique à Paris. En 1989, il crée son propre journal : N'Djaména Hebdo,.
Saleh Kebzabo crée en 1986 l’Agence de publicité et de communication Média pub de la STI (Société tchadienne d’informatique) et de la Grande Librairie du Tchad. Il participe également à la réhabilitation du Centre national du patronat tchadien (CNPT) par le Rotary Club de N’Djaména. De 1986 à 1992, il est membre de la Fédération tchadienne de basket-ball, vice-président puis président. Il est membre actif du Rotary Club International depuis 1988 et est 2 fois président de ce groupe : en 2002 et en 2018.
En 1991, Saleh Kebzabo participe à la réunion de l’UNESCO sur la presse à Windhoek (Namibie). En 1997, il est chef de la délégation tchadienne à l’Assemblée générale de l’ONU (New York) et en 2000 il participe à la conférence générale de la FAO à Rome (Italie).

## Carrière politique

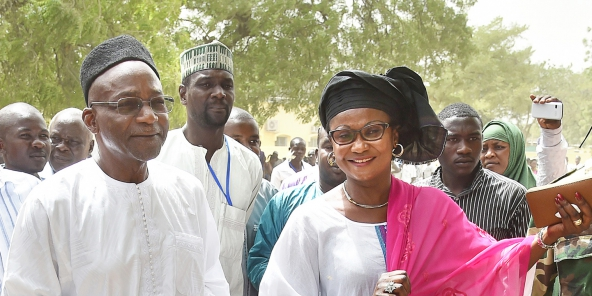
Saleh Kebzabo et son épouse sortant du bureau de vote en 2016.

Il est membre fondateur du parti Union nationale pour la démocratie et le renouveau (UNDR) et est élu président de l’UNDR en 1992 à la suite de la démission du premier président. Il participe ensuite à la Conférence nationale souveraine en 1993 et participe au gouvernement issu de la CNS comme ministre du Commerce et de la Promotion industrielle ; puis ministre des Travaux publics et des Transports.
Entre 1997 et 1998, il est ministre des Affaires étrangères, ministre des Travaux publics, de l’Urbanisme et de l’Habitat, ministre des Mines, de l’Énergie et du Pétrole.
En 1999, il est ministre d’État, ministre de l’Agriculture.
De 2007 à 2016, Kebzabo est député au Parlement panafricain (PAP, Johannesbourg, Afrique du Sud) et a ainsi été Président de la Commission de Coopération, des Relations internationales et du Règlement des conflits au PAP.
Il participe ensuite en 2014 et 2015 au Conseil international de l’Internationale socialiste à Genève (Suisse) et Luanda (Angola).
En 1996, il devient candidat à l'élection présidentielle et obtient 8,6 % des suffrages. Il est aussi candidat en 2001 (où il obtient 7 %) et en 2006 (Kebzabo participe au boycott de l'élection avec la plupart des candidats de l'opposition). Depuis 2011 jusqu'au début des années 2020, il est considéré comme le chef de file de l'opposition au président Idriss Déby.
Il arrive second à l'élection présidentielle de 2016, avec 12,80 % des voix, Idriss Déby ayant, quant à lui, obtenu 61,56 % des suffrages exprimés. Très influent, en 2018, il surprend le reste de l'opposition en acceptant de rencontrer le président Déby. Il est a préciser que le chef de file de l'opposition à l'obligation de rencontrer le chef de l'État pour consultation et divers problèmes.
Pour l'élection présidentielle d'avril 2021, 15 partis de l'opposition se regroupent au sein de l'Alliance Victoire. En février 2021, l'Alliance organise une primaire pour désigner son candidat : Kebzabo affronte Théophile Bongoro Bebzouné qui l'emporte. Le 12 février 2021, Saleh Kebzabo annonce que son parti, l'UNDR, se retire de l'Alliance Victoire et qu'il est désigné candidat de l'UNDR à l'élection présidentielle du 11 avril 2021. En mars 2021, Saleh Kebzabo retire sa candidature et dénonce une « militarisation évidente du climat politique », après l'intrusion des forces de sécurité dans la résidence du candidat Yaya Dillo.
Après la mort d'Idriss Déby en avril 2021, son fils Mahamat Idriss Déby prend le pouvoir lors d'un coup d'État. Kebzabo reconnait la légitimité de l'autorité du Conseil militaire de transition formé par les militaires. La junte met en place un Comité d'organisation du Dialogue national inclusif chargé d'impliquer la société civile dans la mise en place d'un retour à la démocratie. En août 2021, Kebzabo est nommé vice-président du Comité d'organisation. En octobre 2022, Saleh Kebzabo est nommé Premier ministre du Tchad par Mahamat Idris Déby.
Une nouvelle constitution est approuvée par les Tchadiens lors d'un référendum en décembre 2023. La nouvelle constitution entre en vigueur le 29 décembre 2023. Le Premier ministre Saleh Kebzabo, « conformément à la pratique républicaine et aux usages », présente sa démission le même jour. Il n'est pas reconduit dans ses fonctions et Succès Masra est nommé Premier ministre.
Le 5 février 2024, par un décret du chef de l'État, il est nommé médiateur de la République.

## Vie privée
Il est marié à Jeanne Kebzabo, femme d'affaires et chef d'entreprises avec qui il a eu 3 garçons et une fille.